# Erich Gloeden

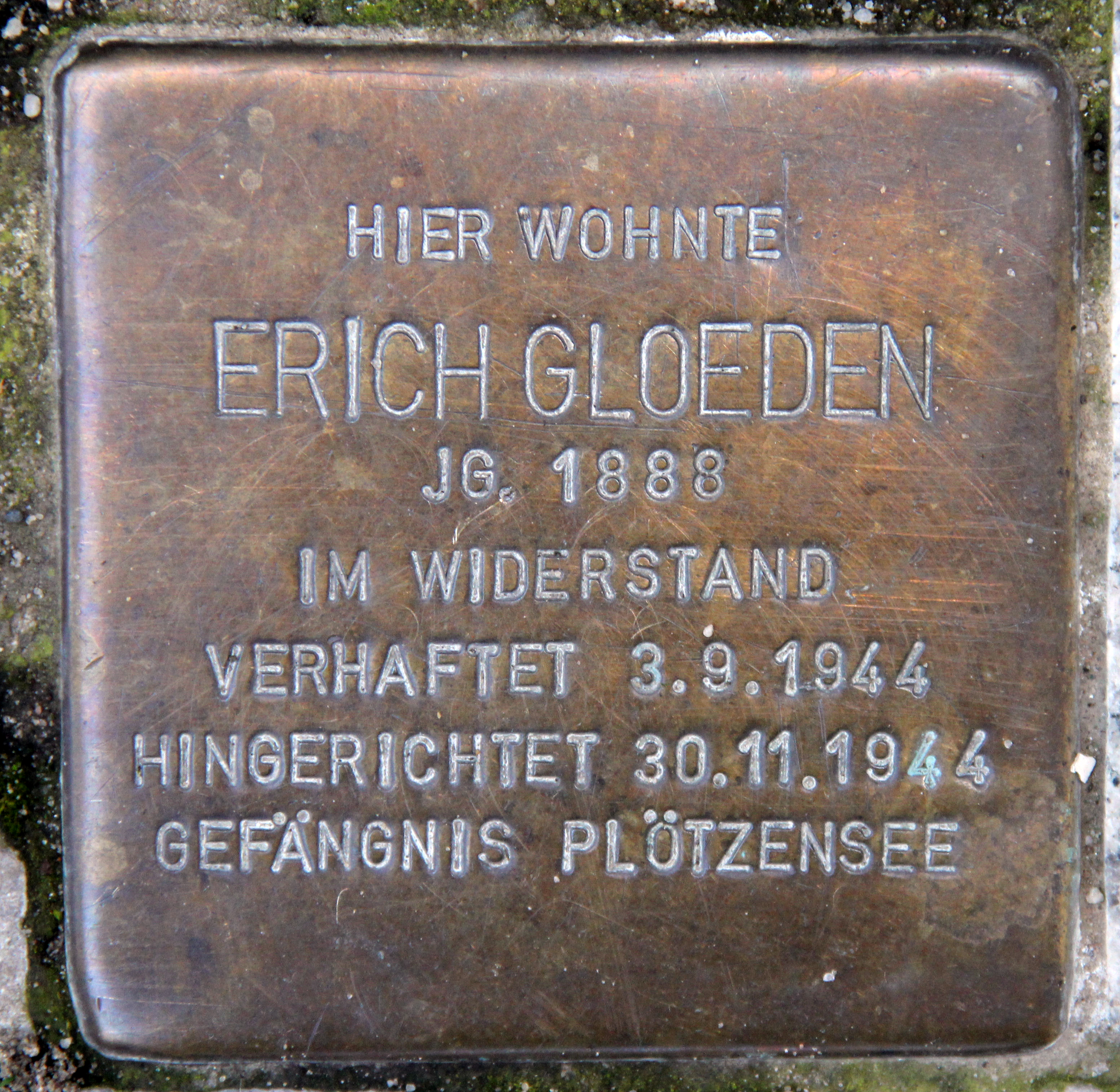
Stolperstein am Haus, Kastanienallee 23, in Berlin-Westend

Erich Albert Friedrich Gloeden (geborener Loevy , * 23. August 1888 in Berlin; † 30. November 1944 in Berlin-Plötzensee) war ein deutscher Architekt und Widerstandskämpfer gegen den Nationalsozialismus.

## Leben
Erich Gloeden war der zweite Sohn des bekannten jüdischen Berliner Bronzegießereibesitzers Siegfried Loevy, dessen Firma u. a. für Guss und Montage des Schriftzugs Dem Deutschen Volke am Berliner Reichstagsgebäude verantwortlich war, und von dessen evangelischer Ehefrau Lina geb. Lohmann. Er studierte Architektur und promovierte 1915 an der TH Dresden mit dem Thema Die Grundlagen zum Schaffen Carl Friedrich Schinkels. Um 1918 seinen jüdischen Nachnamen ablegen zu können, ließ sich der getaufte Erich Loevy im Alter von 30 Jahren von Bernhard Gloeden adoptieren. Bernhard Gloeden war ein mit seinen Eltern befreundeter Lehrer. 
1938 heiratete Gloeden die Juristin Elisabeth Charlotte Kuznitzky. Den Zweiten Weltkrieg erlebte der Architekt in der Organisation Todt und erfuhr dort durch seine Tätigkeiten in Polen Ende 1942 vom Holocaust.
Gloeden half zusammen mit seiner Ehefrau einer Vielzahl von Juden, im Untergrund zu leben. Auf Empfehlung von Hans Ludwig Sierks gewährte er am 29. Juli 1944 dem General der Artillerie Fritz Lindemann, einem Hauptbeteiligten des Attentats vom 20. Juli 1944, bei dessen Flucht vor der Gestapo Unterschlupf. Zuerst glaubte Gloeden, dass es sich um einen Juden handelte, da Lindemann sich mit dem Namen Exner vorstellte. Lindemann lebte fünf Wochen in einem Nebenhaus der Charlottenburger Wohnung der Familie Gloeden, Kastanienallee 23. Am 3. September wurde die Wohnung von der Gestapo gestürmt und Fritz Lindemann sowie Erich Gloeden, seine Ehefrau und die dort wohnende Schwiegermutter Elisabeth Kuznitzky verhaftet.
Am 27. November 1944 wurde er vom Volksgerichtshof unter dem Vorsitz von Roland Freisler zum Tod verurteilt, ebenso seine Frau und seine Schwiegermutter. Die Urteile wurden am 30. November in der Justizvollzugsanstalt Plötzensee in Berlin-Plötzensee durch Enthauptung vollstreckt.

## Erinnerung
- In der Nähe der Hinrichtungsstätte Plötzensee wurde 1963 der Gloedenpfad nach Elisabeth (und Erich) Gloeden benannt.[3][4]
- In seiner Rede zum Tag der Deutschen Einheit 2016 in Dresden[5], der massiven rechtsnationalen Anfechtungen ausgesetzt war, befasste sich Bundestagspräsident Norbert Lammert ausführlich mit dem tragischen Schicksal Gloedens in der NS-Zeit. Lammert verknüpfte dieses Schicksal – Gloedens Konversion, sein trügerisches Gefühl, in Deutschland akzeptiert und sicher zu sein, die Ermordung in Plötzensee durch die Nazis – dabei mit der Entstehung des Reichstagsschriftzugs Dem Deutschen Volke und einer Reflexion darüber, was heutzutage Deutsch sei. Lammerts Rede wurde als Rede des Jahres 2016 ausgezeichnet.[6]